# 平田晃久
平田晃久（ひらた あきひさ、1971年 - ）は、大阪府出身の日本の建築家。（株）平田晃久建築設計事務所主宰。JIA新人賞、空間デザインコンペティションなど多数受賞。

## 略歴
- 1971年　大阪府生まれ
- 1990年　大阪府立三国丘高等学校卒業
- 1994年　京都大学工学部建築学科卒業
- 1997年　京都大学大学院工学研究科建築学専攻修士課程修了
- 1997年～2005年　伊東豊雄建築設計事務所勤務
- 2005年　（株）平田晃久建築設計事務所設立
- 2008年～2009年　東北大学非常勤講師
- 2010年～2014年　東北大学大学院SSD(Sendai School of Design)特任准教授（Futureラボ担当）
- 2015年～2018年　京都大学准教授
- 2018年～現在　京都大学教授

## 作風
- 生成する建築。つまり、自己増殖するイメージ「ひだの原理」を用いて、「建築とはからまりしろをつくることである」を提唱。[1]

## 主な作品
- 2004年 大阪、House H

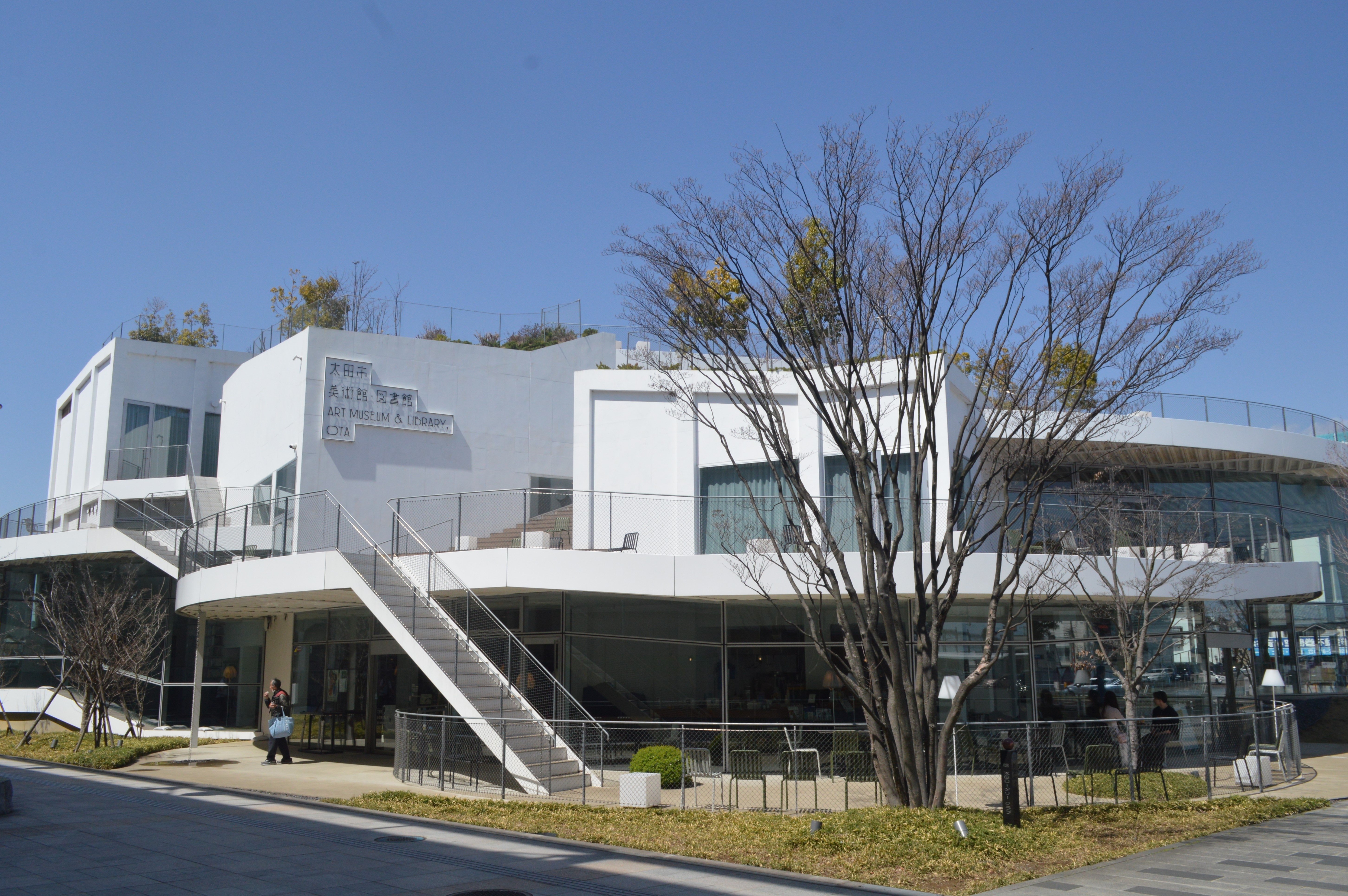
太田市美術館・図書館（2017年）

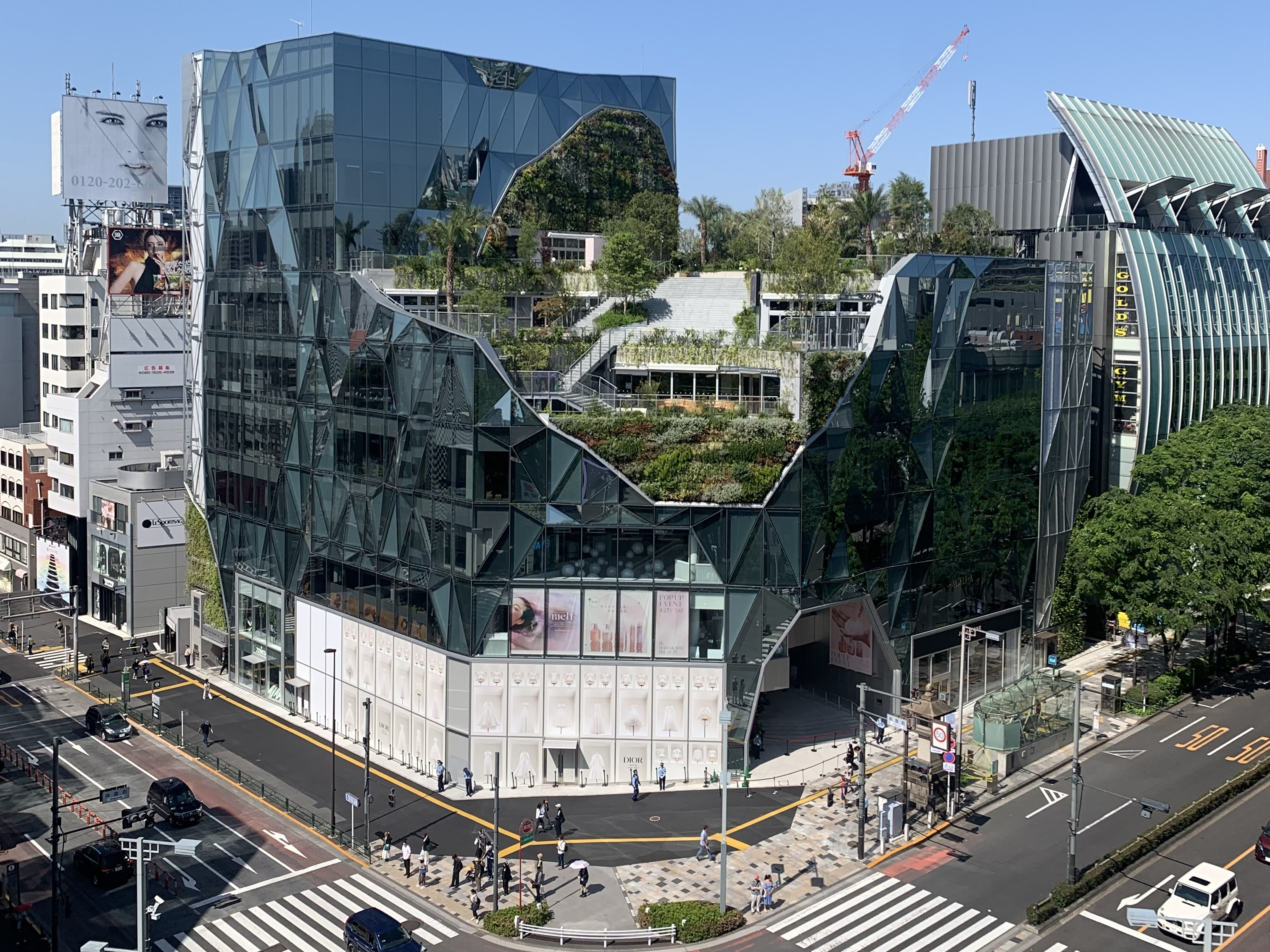
東急プラザ原宿「ハラカド」（2024年）

- 2006年 長野、桝屋本店, House S
- 2007年 東京、sarugaku
- 2008年 横浜トリエンナーレ2008、イエノイエ, csh（椅子）
- 2009年 イタリア、animated knot
- 2010年 東京、alp, one roof apartment, prism liquid
- 2011年 東京、Bloomberg Pavilion, coil
- 2012年 東京、Photosynthesis, Flow-er
- 2013年 イタリア、Energetic Energies, LEXUS -amazing flow-, MORI TRUST GARDEN TORA4
- 2014年 東京、kotoriku
- 2017年 群馬、太田市美術館・図書館
- 2017年 東京、Tree-ness House
- 2017年 台湾、Taipei Roofs
- 2018年 東京、Overlap House
- 2018年 東京、ナインアワーズ竹橋（現：大手町）／ナインアワーズ赤坂／ナインアワーズ浅草
- 2018年 大阪、ナインアワーズ新大阪駅
- 2019年 東京、ナインアワーズ水道橋
- 2020年 東京、ナインアワーズ浜松町／ナインアワーズ半蔵門
- 2021年 熊本、八代民俗伝統芸能伝承館 お祭りでんでん館
- 2022年（予定）東京、神宮前六丁目地区第一種市街地再開発事業
- 2022年（予定）台湾、新竹市立図書館・新館
- 2024年 新潟、小千谷市ひと・まち・文化共創拠点ホントカ。
- 2024年（予定）群馬、（仮称）太田西複合拠点施設
- 2025年（予定）日本国際博覧会（大阪・関西万博）小催事場
- （予定）滋賀、伊勢遺跡整備に係る実施設計業務
- （予定）群馬、Qのひろば再開発プロジェクト

## 受賞歴
- 1994年 京都大学最優秀卒業設計賞 武田五一賞
- 1996年 第3回空間デザインコンペティション 金賞（審査委員長 - 伊東豊雄）
- 2003年 安中環境アートフォーラム国際コンペ 佳作一等
- 2004年 SDレビュー 2004 朝倉賞（House H）
- 2006年 SDレビュー 2006 入賞（House S）
- 2007年 第19回日本建築家協会JIA新人賞（桝屋本店）
- 2009年 ELLE DECO「Young Japanese Design Talent 2009」
- 2011年 台湾ポピュラーミュージックセンターコンペ 二等
- 2012年  イタリアヴェネチア・ビエンナーレ第13回国際建築展 金獅子賞
- 2018年 村野藤吾賞

## 著書
- 平田晃久『animated 発想の視点』グラフィック社、2009年2月1日。ISBN 978-4766119961。 NCID BA89133008。
- 伊東豊雄、藤本壮介、平田晃久、佐藤淳『20XXの建築原理へ』LIXIL出版、2009年9月30日。ISBN 978-4872751581。 NCID BA91710589。
- 平田晃久『平田晃久 : 建築とは「からまりしろ」をつくることである』INAXo、2011年2月1日。ISBN 978-4872751666。 NCID BB04813442。
- 平田晃久『Akihisa HIRATA Discovering New 平田晃久建築作品集』TOTO出版、2018年5月24日。ISBN 978-4887063730。 NCID BB26221436。

## 出演
- 『築き人』築き人SPECIAL【俳優・田中道子×建築家・師弟～伊東豊雄×平田晃久】<（2024年9月5日・9月12日、ＢＳテレ東 ）[2]